# ドイツオレンジ
ドイツオレンジは、日本のロックバンドである。1997年に結成。
Nomadic Recordsに所属。バンド名に意味は無い。

## メンバー

### 篠塚将行（しのづか まさゆき、1980年11月11日- ）
ボーカル、ギター、作詞、作曲担当。千葉県船橋市出身。B型。蠍座。使用楽器は「Fender JazzMaster」。愛称は「しのくん」。ドラムやピアノも演奏できるため、地元バンドのサポートにこっそり入るときがある。元々が作家活動等の裏方志望のため、あまり表に出たがらない性格をしている。ボーカルを担当しているのは、ボーカリスト脱退の処置であり、あくまで代役である。童話作家になりたかったことを踏まえ「童話作家」という曲がある。2006年9月9日、音楽レーベル「MoonSide Records」を設立。

### 五嶋真弥（ごとう しんや、1980年10月22日- ）
ベース担当。千葉県船橋市出身。O型。天秤座。使用楽器は「Fender Jazz Bass」。愛称は「ごっちゃん」。2006年6月、ライブ出演当日に交通事故に遭い、同年11月まで休養。

### 江原良輔（えはら りょうすけ、1980年6月25日- ）
ドラムス担当。東京都出身。A型。蟹座。愛称は「りょうこ」。高校時代に吹奏楽部に所属しており、ドラムを始めたきっかけとなっている。2008年3月、ライブ出演当日に心臓発作で倒れる。

## 来歴

### 1996年
- 高校の同級生だった篠塚、五嶋、江原の他にボーカル1名で、4ピースバンドを結成。篠塚はギター担当。このバンドがドイツオレンジの原型となる。

### 2000年
- ボーカルが脱退。篠塚、五嶋、江原の3人体制になり、ボーカルの代役として篠塚が歌い始める。
- 千葉県代表としてBUMP OF CHICKEN等と共に某コンテストに参加、Zepp Tokyoに出演し入賞したが、全国大会への出場権を剥奪されてしまったことがある。
- 8月、デモテープ「コスプレ デストラップ」を発売。

### 2001年
- デモテープ「ドーナツジャンキー」を発売。

### 2002年
- 2月、自主制作CD-R「彼女はCコード」を発売。
- 9月、自主制作CD-R「もいちどアゲイン」を発売。

### 2003年
- 7月、自主制作CD「トワイライト」を発売。
- 7月、初のワンマンライブを開催。
- 9月、デモテープ「つみきのしろ/雨乞いライザー」を発売。

### 2004年
- 2月、自主制作CD「シルバーストーリー」を発売。
- 2月、2度目のワンマンライブを開催。
- 3月、デモテープ「何もない世界」を発売。
- 11月、自主制作DVD-R「ブラックサンライズ」を発売。

### 2005年
- 3月、自主制作だった「シルバーストーリー」がNomadic Recordsより再発売され、全国デビューを果たす。
- 8月、Nomadic Recordsより下北沢ハイラインレコーズ/ライブ会場限定CD「ELLE / 2月11日 c/w Love Life」を発売。

### 2006年
- 2月、CD「ネヴァーランドフリーザー」を発売。
- 6月、アートワーク担当の岩沢由子と戸田広とのコラボレーション作品「2月11日」のアニメPVが下北沢mona recordsにて上映される。上映当日に、五嶋が交通事故に遭い負傷。
- 7月、五嶋の事故後の治療を考慮し、活動休止。
- 11月、活動再開。

### 2007年
- 1月、篠塚の自主レーベルMoonSide RecordsのオムニバスCDに新曲「エーテル」で参加。
- 3月、市川エフエム放送で篠塚出演のラジオ番組「MoonSide Radio」が開始。
- 4月、アルバム制作に集中するため、篠塚が「MoonSide Radio」出演を休止。

### 2008年
- 1月、結成10周年記念イベント「まだここにいたいんだ」を開催。当日、江原がライブ中に倒れ救急車で運ばれる。
- 3月、CD「25時のメロディ」を発売。
- 3月、3度目のワンマンライブを開催。
- 12月、4度目のワンマンライブを開催。

### 2009年
- 3月、治療の為、五嶋、江原が脱退。

### 2010年
- 11月、ドイツオレンジ名義の最後のライブを開催。
- 「それでも世界が続くなら」として活動を開始。

## ディスコグラフィ

### コンピレーションアルバム
| 発売日         | タイトル             | 規格品番  | 参加楽曲                        |
| -------------- | -------------------- | --------- | ------------------------------- |
| 2002年12月31日 | 少年ロック Vol.1     |           | ・わがままキング ・飛空艇ソング |
| 2003年6月9日   | 少年ロック Vol.2     |           | ・つみきのしろ                  |
| 2004年6月9日   | 少年ロック Vol.3     |           | ・サーズデースマイル            |
| 2004年9月8日   | INDIES CHIBA ROCK    | ZCBR-0001 | ・サーズデースマイル            |
| 2005年6月9日   | 少年ロック Vol.4     |           | ・何もない世界                  |
| 2007年1月10日  | ムーンサイドレコーズ | MSRR-0001 | ・エーテル                      |

### DVD
| 発売日        | タイトル                                              | 収録内容                                                                                 | 備考                            |
| ------------- | ----------------------------------------------------- | ---------------------------------------------------------------------------------------- | ------------------------------- |
| 2004年11月6日 | ブラックサンライズ                                    | ・サーズデースマイル (PV) ・ホームシックホーム (PV) ・妄想少女M (PV) ・飛空艇ソング (PV) | 1000枚限定                      |
| 2004年11月6日 | 「ブラックサンライズ」PV4作品中1作品+インタビュー映像 | ・PV4作品中1作品 ・インタビュー映像                                                      | 無料配布 収録されているPVは不明 |
| 2005年        | 「サーズデースマイル/Love Life」ライブ映像            | ・サーズデースマイル (ライブ映像) ・Love Life (ライブ映像)                               | 無料配布                        |
| 2005年        | 「勇者の唄」PV                                        | ・勇者の唄 (PV)                                                                          | 無料配布                        |
| 2006年        | 「ELLE/エスケープシープ」PV、PV作成ドキュメント       | ・ELLE (PV) ・エスケープシープ (PV) ・PV作成ドキュメント                                 | 無料配布                        |
| 2006年6月11日 | 「2月11日」アニメPV                                   | ・2月11日 (PV)                                                                           | 無料配布                        |
| 2007年2月4日  | MoonSide Records                                      |                                                                                          | 無料配布 詳細不明               |

### 無料配布物
すべて期間限定配布。
- 「ドイツオレンジトリビュート 船橋セレナーデ」（CD、2003年7月26日）
- 「車椅子の女の子」（CD、2003年9月19日）
- 「つみきのしろ/雨乞いライザー」（CD、2003年9月15日）
- 「勇者の唄」（CD、2003年12月9日）
- 「シルバーストーリー」（絵本、2004年2月29日）
- 「エーテル/ネヴァーランド/ハロー&ハウロウ」（CD、2006年11月4日）
- 「ドイツオレンジトリビュート2 はかいのてっきゅう」（CD、2008年3月22日）
- 「痛みの国のアリス」（CD、2009年3月28日）

### 備考
- 無料配布物が多く、どれもライブ会場限定となっている。
- 「2月11日」アニメPVは、その後メンバーの意思により公式WEBサイトで全編公開されていた。

## 出演

### ラジオ
- MoonSide Radio 市川エフエム放送 毎月第一土曜日 21:30-21:45 （放送終了）